# Ivars Ijabs
Ivars Ijabs, né le 17 novembre 1972 à Riga, est un politologue, corniste et homme politique letton, docteur en science politique et membre de Développement letton. Élu député européen en 2019, il est membre du groupe Renew Europe au Parlement européen.

## Biographie
Ivars Ijabs est né à Riga où il a passé son enfance et son adolescence. 
En 1996, il sort diplômé de l'Académie de musique de Lettonie Jāzeps Vītols où il a obtenu sa licence. À cette époque il joue du cor au sein de l’orchestre Rīga ainsi que dans l’orchestre symphonique de la ville de Liepāja. En 1997, il entreprend des études d'histoire et de philosophie à l'université de Lettonie où il obtient une licence en 2001 et un diplôme de master en 2003.
En 2007, il obtient son doctorat à la faculté de sciences sociales de l'université de Lettonie en soumettant une thèse ayant trait au « Discours de la société civile dans la théorie politique moderne et ses aspects dans l’histoire de la politique lettone » et devient professeur associé dans cet établissement.
Son parcours universitaire l'a amené à voyager fréquemment à l’étranger où il a étudié notamment à l’université de Reykjavik, l’université de Greifswald, l’université de Brême, l’université Humboldt de Berlin ou encore à l’université Rutgers où il a été assistant dans le cadre du programme Fulbright. Ivars Ījabs s’est particulièrement intéressé aux questions de législation, de gouvernance et d’intégration.
Choisi pour mener la liste de la coalition libérale Développement/Pour ! lors des élections européennes, Ivars Ijabs est élu député européen avec 12.42 % des suffrages à l'issue du scrutin le 25 mai 2019.

## Député européen
Au Parlement européen, il est membre de la Commission de l'industrie, de la recherche et de l'énergie et de la Délégation pour les relations avec les États-Unis. Il siège également en tant que suppléant au sein de la commission du marché intérieur et de la protection des consommateurs, de la commission des affaires économiques et monétaires, de la délégation pour les relations avec les pays de la Communauté andine, de la délégation pour les relations avec les pays de l’Asie du Sud-Est et de Association des nations de l'Asie du Sud-Est, et de la délégation à l’Assemblée parlementaire euro-latino-américaine. En 2020, il rejoint également la commission spéciale sur la lutte contre le cancer.
Ivars Ijabs appartient à l'intergroupe sur l’intelligence artificielle et à l'unité d’évaluation des choix scientifiques et technologiques du Parlement européen.
Il est réélu député européen le 9 juin 2024 comme tête de liste de Développement letton qui obtient 9,36 % des voix.

## Autres activités
De 2014 à 2019, il est président du conseil d’administration de la Foundation for an Open Society DOTS. De 2009 à 2013, il exerce la fonction de président du conseil d’administration de l’Association lettone des chercheurs en science politique. Depuis 2018, il est membre de l’Académie des sciences de Lettonie.

## Vie privée
Ivars Ījabs est marié à la violoniste Terēze Zīberte-Ījaba avec laquelle il a trois enfants.